# Підгайне (Ніжинський район)
Підга́йне — село в Україні, у Носівській міській громаді Ніжинського району Чернігівської області. Населення становить 101 осіб. Орган місцевого самоврядування — Носівська міська рада.

## До історії
У «Список населенных мест Черниговской Губернии, имеющих не менее 10 жителей по данным 1901 года» відсутнє.
Список населених місць Чернігівської губернії, виданий 1924 року Чернігівським губернським статистичним бюро, свідчить, що сільце Підгайне існувало у 1924 році, підпорядковувалося Носівській сільській раді і тоді налічувало 50 дворів і 284 мешканці.

## Постаті
- Хахуда Володимир Миколайович (1967—2024) — молодший сержант Збройних сил України, учасник російсько-української війни.